# Myotis punicus
El murciélago ratonero moruno (Myotis punicus) es un murciélago de tamaño grande, con dorso pardo claro y vientre blanco sucio. Orejas elípticas y largas con la membrana de color sepia.
Cuando los murciélagos ratoneros morunos se asignaron a base de caracteres morfológicos como una subespecie de Myotis blythii, M. b. punicus, más tarde análisis moleculares y morfológicos aconsejaron su inclusión en Myotis myotis. Finalmente, gracias a análisis más recientes de secuenciación de ADN mitocrondial se ha comprobado que es una especie diferente a las dos europeas.

## Distribución
Al ser una especie relativamente nueva, su área de distribución no está bien definida. En general vive en las áreas de clima mediterráneo de Marruecos, Argelia, Túnez y extremo occidental de Libia. Además, es el murciélago ratonero de Córcega y Cerdeña, siendo posible que ocupe algunas de las islas del mar Mediterráneo oriental. En territorio español se ha encontrado en Ceuta y el Peñón de Alhucemas. No ha sido citado en Melilla.

### Hábitat
Es una especie cavernícola que utiliza como refugio cavidades naturales (cuevas y simas) y artificiales (túneles, minas de agua o rhettaras) e incluso zonas oscuras de edificios abandonados. Se ha encontrado desde el nivel del mar hasta por encima de los 1000 metros.
Forma colonias de varios centenares o millares de individuos similares a las de los murciélagos ratonero grande y mediano. Los jóvenes se dispersan de julio a finales de octubre.
Caza en el suelo, en Marruecos, grillos, arañas, carábidos y escarabeidos.

### Amenazas
Algunas colonias conocidas en Marruecos han desaparecido por culpa del comercio para medicina popular. En Ceuta los refugios conocidos son muy accesibles y vulnerables.